# Joe Pasternak
 (avril 2020).

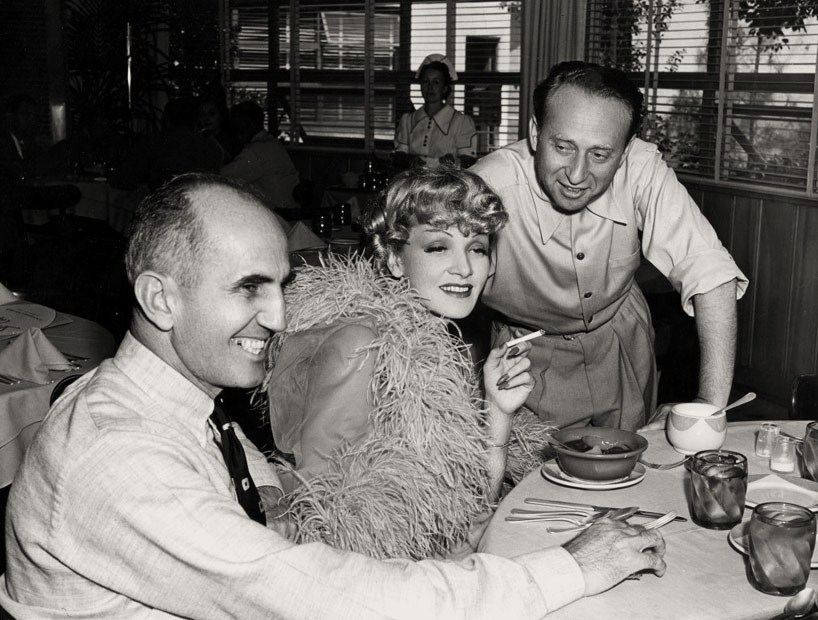
Avec le réalisateur George Marshall (à g.) et Marlène Dietrich, sur le tournage de Femme ou Démon
(1939, photo promotionnelle)

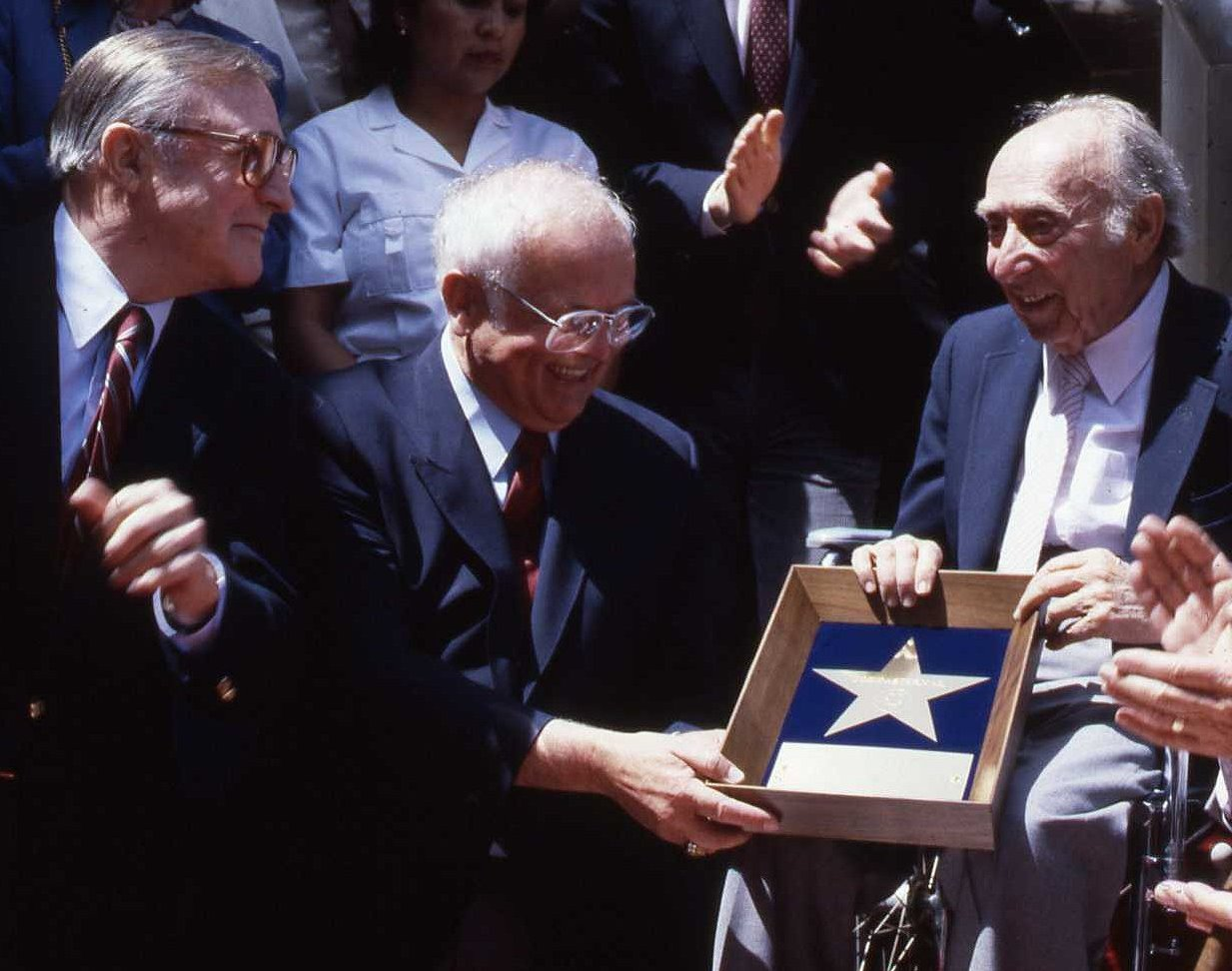
Joe Pasternak (à d.), recevant en 1985 son étoile
sur le Walk of Fame de Hollywood Boulevard
(en présence de Gene Kelly, à g.)

Joe Pasternak est un producteur de cinéma et de télévision américain d'origine hongroise, né le 19 septembre 1901 à Szilágysomlyó (alors dans l'empire d'Autriche-Hongrie ; actuelle Șimleu Silvaniei — Județ de Sălaj —, en Roumanie), mort le 13 septembre 1991 à Los Angeles — Quartier de Hollywood (Californie).

## Biographie
Joseph  « Joe » Herman Pasternak commence sa carrière de producteur en Allemagne puis en Autriche, de 1929 à 1936. Issu d'une famille juive, faisant face à la montée du nazisme, il émigre en 1936 aux États-Unis, où il travaille d'abord pour la Universal Pictures (déjà, en Europe), avant d'intégrer en 1941 la Metro-Goldwyn-Mayer. Il y produit des films (musicaux en particulier) jusqu'en 1968.
Pour la télévision, il produit également, de 1965 à 1967, les 37e, 38e et 39e cérémonies des Oscars (à noter qu'il n'en gagnera pas, ni n'aura de nomination, comme producteur de cinéma).   
Depuis 1985, une étoile lui est dédiée sur le Walk of Fame de Hollywood Boulevard.

## Filmographie partielle
- 1929 : Ich lebe für Dich de William Dieterle
- 1929 : Le Reporter diabolique (Der Teufelsreporter) d'Ernst Laemmle
- 1929 : Durch Braunderburger Tor. Solang noch Unter Linder... de William Dieterle et Max Knaake
- 1930 : Ludwig der Zweite, König von Bayern de William Dieterle
- 1931 : L'Inconstante ou Je sors et tu restes là ou L'Amour dispose (version française) d'André Rigaud et Hans Behrendt, et Ich geh' aus und du bleibst da (version allemande) d'Hans Behrendt
- 1931 : Eine Stunde Glück de William Dieterle
- 1931 : L'Auberge du père Jonas de Harry Piel
- 1932 : Der Rebell de Kurt Bernhardt et Edwin H. Knopf
- 1933 : Skandal in Budapest de Steve Sekely et Géza von Bolváry
- 1934 : Peter de Henry Koster
- 1934 : Frühjahrsparade de Géza von Bolváry
- 1935 : Kleine Mutti de Henry Koster
- 1936 : Katharina, die Letzte de Henry Koster
- 1936 : Trois jeunes filles à la page (Three Smart Girls) de Henry Koster
- 1937 : Deanna et ses boys (One hundred Men and a Girl) de Henry Koster
- 1938 : Cet âge ingrat (That Certain Age) d'Edward Ludwig
- 1939 : Femme ou Démon (Destry rides again) de George Marshall
- 1939 : Les Petites Pestes (The Under-Pup) de Richard Wallace
- 1939 : Les trois jeunes filles ont grandi (Three Smart Girls Grow Up) de Henry Koster
- 1940 : La Maison des sept péchés (Seven Sinners) de Tay Garnett
- 1940 : La Douce Illusion (It's a Date) de William A. Seiter
- 1941 : La Belle Ensorceleuse (The Flame of New Orleans) de René Clair
- 1942 : Sept amoureuses (Seven Sweethearts) de Frank Borzage
- 1943 : Lily Mars vedette (Presenting Lily Mars) de Norman Taurog
- 1943 : Parade aux étoiles (Thousands Cheer) de George Sidney
- 1944 : Deux Jeunes Filles et un marin (Two Girls and a Sailor) de Richard Thorpe
- 1944 : Tendre symphonie (Music for Millions) de Henry Koster
- 1944 : Âmes russes (Song of Russia) de Gregory Ratoff et László Benedek
- 1945 : Frisson d'amour (Thrill of a Romance) de Richard Thorpe
- 1945 : Escale à Hollywood (Anchors Aweigh) de George Sidney
- 1945 : La Princesse et le Groom (Her Highness and the Bellboy) de Richard Thorpe
- 1946 : Du burlesque à l'opéra (Two Sisters from Boston) de Henry Koster
- 1946 : Féerie à Mexico (Holiday in Mexico) de George Sidney
- 1946 : Pas de congé, pas d'amour (No Leave, No Love) de Charles Martin
- 1947 : Le Souvenir de vos lèvres (This Time for Keeps) de Richard Thorpe
- 1948 : Le Brigand amoureux (The Kissing Bandit) de László Benedek
- 1948 : Ainsi sont les femmes (A Date with Judy) de Richard Thorpe
- 1948 : Dans une île avec vous (On an Island with you) de Richard Thorpe
- 1949 : Amour poste restante (In the Good Old Summertime) de Robert Z. Leonard
- 1950 : Voyage à Rio (Nancy goes to Rio) de Robert Z. Leonard
- 1950 : Jamais deux sans toi (Duchess of Idaho) de Robert Z. Leonard
- 1950 : Le Chant de la Louisiane (The Toast of New Orleans) de Norman Taurog
- 1950 : La Jolie Fermière (Summer Stock) de Charles Walters
- 1951 : Riche, Jeune et Jolie (Rich, Young and Pretty) de Norman Taurog
- 1951 : Le Grand Caruso (The Great Caruso) de Richard Thorpe
- 1952 : La Veuve joyeuse (The Merry Widow) de Curtis Bernhardt
- 1953 : Le Joyeux Prisonnier (Small Town Girl) de László Kardos
- 1953 : Désir d'amour (Easy to Love) de Charles Walters
- 1953 : Lune de miel au Brésil (Latin Lovers) de Mervyn LeRoy
- 1954 : Flame and the Flesh de Richard Brooks
- 1954 : Le Prince étudiant (The Student Prince) de Richard Thorpe
- 1955 : La Fille de l'amiral (Hit the Deck) de Roy Rowland
- 1955 : Les Pièges de la passion (Love or Leave me) de Charles Vidor
- 1956 : Viva Las Vegas (Meet me in Las Vegas) de Roy Rowland
- 1957 : Dix mille chambres à coucher (Ten Thousand Bedrooms) de Richard Thorpe
- 1958 : Traquenard (Party Girl) de Nicholas Ray
- 1959 : Une fille très avertie (Ask any Girl) de Charles Walters
- 1960 : Ces folles filles d'Ève (Where the Boys are) de Henry Levin
- 1960 : Ne mangez pas les marguerites (Please don't eat the Daisies) de Charles Walters
- 1962 : La Plus Belle Fille du monde ou Jumbo, la sensation du cirque (Billy Rose's Jumbo) de Charles Walters
- 1963 : Il faut marier papa (The Courtship of Eddie's Father) de Vincente Minnelli
- 1966 : Made in Paris de Boris Sagal
- 1966 : Les Plaisirs de Pénélope (Penelope) d'Arthur Hiller
- 1968 : Fureur à la plage (The Sweet Ride) de Harvey Hart